# Хабарова, Клавдия Ивановна
Кла́вдия Ива́новна Хаба́рова (27 ноября 1927, Магнитный, Уральская область — 26 марта 2014, Москва) — советская и российская актриса, заслуженная артистка Российской Федерации (2003).

## Биография
Клавдия Хабарова родилась 27 ноября 1927 года в Магнитогорске. Её отец был сапожником, а мать — парикмахером. В школе выступала в художественной самодеятельности.
После окончания школы поступила на актёрский факультет ВГИКа (мастерская Бориса Бибикова и Ольги Пыжовой). Училась на одном из самых «звёздных» курсов вместе с Вячеславом Тихоновым, Сергеем Гурзо, Нонной Мордюковой, Тамарой Носовой, Екатериной Савиновой, Олегом Мокшанцевым и другими.
После окончания ВГИКа была распределена в штат киностудии «Мосфильм» и Театра-студии киноактёра, где проработала до 1983 года.
Снимаясь в кино, Хабарова познакомилась с популярным актёром Павлом Шпрингфельдом, с которым играла в спектакле «Там, где не было затемнения». Через несколько лет они поженились.
Дебютировала в кино в 1948 году в фильме «Страницы жизни». Снялась в знаменитом фильме «Кубанские казаки», хотя её имени нет в титрах, многим запомнилось яркое трио с песней «Ой, цветёт калина»: Екатерина Савинова, Клара Лучко и Клавдия Хабарова. Много снималась в 1950—1980-х годах. Её наиболее заметные роли — Клава («Чемпион мира»), Кланька («Жестокость»), Баба-Яга («Летающий корабль»), Дашка («Заблудший»), Мария Дмитриевна («Тени исчезают в полдень»), Авдотья («Дети Ванюшина»).

Много снималась в кино, в основном во второстепенных ролях, но зрители помнят её в таких фильмах, как «Тени исчезают в полдень», «Вечный зов», «Человек-невидимка». — Аргументы и факты
С 1997 года некоторое время выступала в концертах, исполняя романсы, лирические и народные песни.
С 2005 года сотрудничала с композитором Алексеем Карелиным, исполняя его песни в проекте «Новые Народные Песни Алексея Карелина в исполнении Клавдии Хабаровой».
Скончалась 26 марта 2014 года после тяжёлой продолжительной болезни в Москве. Прощание с актрисой прошло 29 марта того же года на крематории Хованского кладбища, урна с прахом захоронена на могиле своего мужа на Ваганьковском кладбище.

### Семья
- Муж — советский киноактёр Павел Шпрингфельд (1912—1971), заслуженный артист РСФСР.
- дочь — Евдокия Хабарова (род. 1959) — окончила Московский педагогический институт и киноведческий факультет ВГИКа, занималась издательской деятельностью.

## Награды
- Заслуженная артистка России (24 октября 2003 года) — за заслуги в области искусства[6]

## Фильмография
1. 1948 — Страницы жизни — сварщица (нет в титрах)
2. 1949 — Кубанские казаки — подруга Даши (нет в титрах)
3. 1950 — Донецкие шахтёры — девушка на празднике (нет в титрах)
4. 1951 — Сельский врач — Нюра, медсестра
5. 1952 — Композитор Глинка — эпизод
6. 1953 — Вихри враждебные — эпизод
7. 1953 — Судьба Марины — Катя
8. 1953 — Честь товарища — девушка-колхозница
9. 1954 — Анна на шее — дама в церкви
10. 1954 — Чемпион мира — Клава
11. 1955 — Звёзды на крыльях — эпизод
12. 1955 — Новый велосипед — девушка
13. 1956 — Служу Советскому Союзу — Настя
14. 1957 — Сигнал тревоги — Дуся
15. 1957 — Штепсель женит Тарапуньку — телережиссёр и жена
16. 1959 — Жестокость — Кланька Звягина, любовница Воронцова
17. 1959 — Необыкновенное путешествие Мишки Стрекачёва — трактористка
18. 1960 — Летающий корабль —  Баба-Яга
19. 1960 — Хлеб и розы — Фрося
20. 1961 — Евдокия — Софья
21. 1961 — Чёртова дюжина — учительница
22. 1962 — В мёртвой петле — эпизод
23. 1962 — Павлуха — медсестра (нет в титрах)
24. 1962 — Перекрёсток — Татьяна
25. 1962 — Половодье — медсестра (нет в титрах)
26. 1962 — Семь нянек — буфетчица (нет в титрах)
27. 1963 — Большие и маленькие — мать Кости Веткина
28. 1963 — Город — одна улица — хозяйка
29. 1963 — Конец и начало — эпизод
30. 1963 — Коротко лето в горах — Маша
31. 1963 — Слепая птица — мать мальчика, регистратор
32. 1963 — Тропы Алтая — Елена Парамоновна
33. 1964 — Гранатовый браслет — эпизод
34. 1964 — Поезд милосердия — Дуся, жена Данилова
35. 1965 — Мимо окон идут поезда — мать Васи
36. 1965 — Наш дом — эпизод
37. 1965 — Совесть — эпизод
38. 1965 — Человек без паспорта — администратор гостиницы
39. 1966 — Заблудший — Дашка
40. 1966 — Нет и да — Настя
41. 1966 — Я солдат, мама — мать
42. 1967 — Огонь, вода и… медные трубы — заграничная ведьма
43. 1968 — Встречи на рассвете — Анна Архипова, доярка
44. 1970 — Переступи порог — Прохорова
45. 1971 — Конец Любавиных — эпизод
46. 1971 — Смертный враг — казачка
47. 1971 — Тени исчезают в полдень — Мария Дмитриевна
48. 1971 — Факир на час — секретарша
49. 1972 — Всмотритесь в это лицо — мать Кита (нет в титрах)
50. 1972 — Красно солнышко — тётя Клава
51. 1973 — Дети Ванюшина — Авдотья, экономка Ванюшиных
52. 1973 — Исполнение желаний — контролёрша
53. 1974 — Вылет задерживается — Тамара, барменша в ресторане
54. 1975 — Без права на ошибку — мать Селецкого (нет в титрах)
55. 1976 — Дни хирурга Мишкина — завздравотделом
56. 1976 — Солнце, снова солнце — эпизод
57. 1976 — Трын-трава — эпизод
58. 1977 — Вечный зов — Макаровна
59. 1977 — Хождение по мукам (5-я серия «Разлом») — секретарь
60. 1978 — Близкая даль — эпизод
61. 1978 — Голубка — жена Сахно
62. 1978 — Голубые молнии — мать призывника
63. 1978 — Кот в мешке — начальница Тюлькина
64. 1979 — Город принял — мать преследуемой девушки
65. 1979 — Крутое поле — эпизод
66. 1980 — Алёша — учительница
67. 1980 — Дамы приглашают кавалеров — жена Коли, дама на пароходе (нет в титрах)
68. 1980 — Коней на переправе не меняют — секретарь на совещании у зампреда
69. 1980 — У матросов нет вопросов — пассажирка (нет в титрах)
70. 1980 — Чрезвычайные обстоятельства — эпизод
71. 1981 — Дядюшкин сон (2-я серия) — Акулина Перфильевна Петрухина
72. 1981 — Наше призвание — тётка лёгкого поведения
73. 1982 — Детский мир — соседка
74. 1982 — Надежда и опора — администратор гостиницы (нет в титрах)
75. 1982 — Не хочу быть взрослым — мама Светы
76. 1982 — Принцесса цирка — дама на скачках
77. 1983 — Здесь твой фронт — Мария Николаевна, секретарь директора завода
78. 1983 — Спокойствие отменяется — Докия
79. 1983 — Трое на шоссе — Клавка
80. 1984 — Человек-невидимка — тётушка Бэт
81. 1984 — Мёртвые души — дама (нет в титрах)
82. 1985 — Салон красоты — подруга Верочки, гостья на дне рождения
83. 1986 — Затянувшийся экзамен — доярка
84. 1986 — Земля моего детства — соседка бабы Фени
85. 1987 — Гардемарины, вперёд! — монашка
86. 1987 — Ловкачи — Ольга Ивановна, главврач
87. 1988 — Запретная зона — колхозница
88. 1988 — Происшествие в Утиноозёрске
89. 1990 — Убийство свидетеля — работница универмага

### Озвучивание
1. 1955 — Счастье Андруса (роль М. Маазинг)